# Jan P. Ehlers

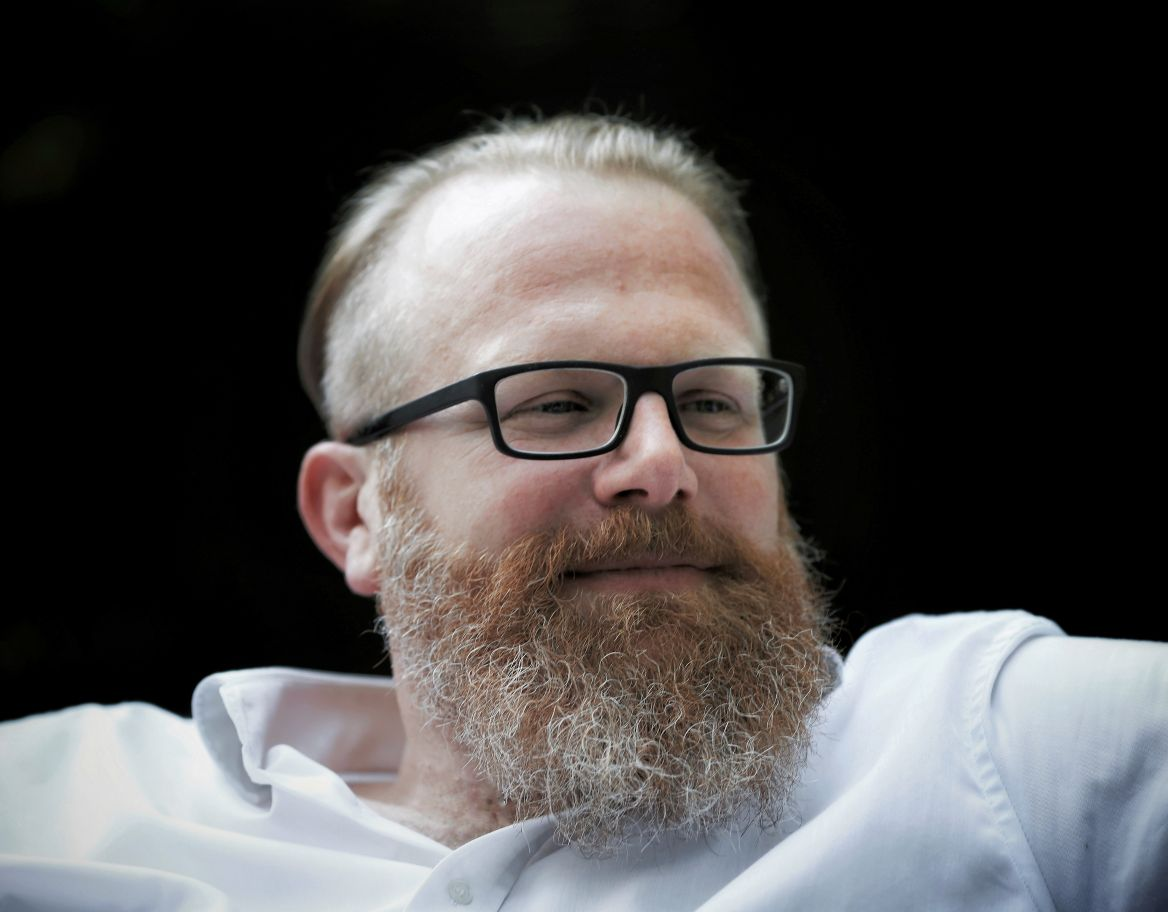
Jan P. Ehlers

Jan P. Ehlers (* 6. Juli 1970 in Kiel, Schleswig-Holstein) ist ein deutscher Tierarzt und Bildungsforscher. Seit 2017 ist er Vizepräsident für Lernen und Lehren an der Universität Witten/Herdecke. 

## Leben und Beruf
Ehlers absolvierte von 1990 bis 1997 ein Studium der Tiermedizin an der Ludwig-Maximilians-Universität München. Er promovierte 2000 zu dem Thema „Standardisierung und Reproduzierbarkeit der Vaginalzytologie bei der Hündin und ihr Einsatz bei der Bestimmung des optimalen Belegungszeitraumes“. Von 2006 bis 2008 absolvierte er den Masterstudiengang „Educational Media“ an der Universität Duisburg-Essen. 2011 wurde ihm der Fachtierarzt „Informatik und Dokumentation“ von der Tierärztekammer Niedersachsen verliehen.
Von 1998 bis 2004 war Ehlers als wissenschaftlicher Mitarbeiter an der Gynäkologischen und Ambulatorischen Tierklinik der Universität München tätig. 2004 wechselte er als Akademischer Rat auf Zeit an die Chirurgische Tierklinik.
Nach seinem Wechsel 2005 an die Stiftung Tierärztliche Hochschule Hannover war er dort als Leiter der E-Learning-Beratung tätig und unter anderem an NOVICE beteiligt. Von 2012 bis 2014 leitete er Kompetenzzentrums für E-Learning, Didaktik und Ausbildungsforschung der Tiermedizin (KELDAT) aller deutschsprachigen tiermedizinischen Bildungsstätten. 
2014 wurde Ehlers auf die Professur für Didaktik und Bildungsforschung im Gesundheitswesen an der Universität Witten/Herdecke berufen. 2017 wurde er Vizepräsident für Lernen und Lehren. Ebenfalls 2017 wurde die Professur zum Lehrstuhl umgewandelt.
Ehlers ist verheiratet und hat eine Tochter und einen Sohn.

## Ämter
- 2003–2012 Vorsitzender des Ausschusses Tiermedizin der Gesellschaft für Medizinische Ausbildung
- 2003–2012 Vorstandsmitglied der Gesellschaft für Medizinische Ausbildung
- seit 2005 Mitglied des Editorial Boards des „Journal for Medical Education“
- 2009–2017 Leiter des Arbeitskreises „Didaktik und Kommunikationskompetenz“ der Deutsche Veterinärmedizinische Gesellschaft
- 2010–2013 Mitglied des Qualitätszirkels „Exzellente Lehre“ des Stifterverband für die Deutsche Wissenschaft
- 2011–2013 Vorstandsmitglied von Veterinary Education Worldwide (ViEW)
- seit 2011 Mitglied des Prüfungsausschusses der Tierärztekammer Niedersachsen für die Zuerkennung der Bezeichnung Fachtierarzt für Informatik und Dokumentation
- seit 2020 Mitglied des Board of Experts “The Health Captains Club[1]”
- seit 2021 Mitglied des Fachbeirats des HSKLabs des Hauptstadtkongresses[2]
- seit 2023 Mitglied des Hochschulrates der Fachhochschule Dortmund[3]

## Ehrungen
- 2018 Dental Education Award
- 2023 Humboldtⁿ-Preis für Nachhaltigkeit[4]

## Werke
- Jan P. Ehlers: Peer-to-Peer-Learning in der tiermedizinischen Lehre: am Beispiel von CASUS-Fällen, 2009
- Jan P. Ehlers (wiss. Leiter): Konferenzschrift – KELDAT-Didaktikmeeting, Kompetenzzentrum für E-Learning, Didaktik und Ausbildungsforschung in der Tiermedizin: Tagung des DVG-Arbeitskreises Didaktik und Kommunikationskompetenz, 2013
- Jan P. Ehlers (wiss. Leiter): Konferenzschrift – Tagung des DVG-Arbeitskreises Didaktik & Kommunikationskompetenz, 2018
- David Matusiewicz, Maike Henningsen, Jan P. Ehlers (Herausg.): Digitale Medizin: Kompendium für Studium und Praxis, 2021